# Volo Continental Airlines 11
Il volo Continental Airlines 11, codice di registrazione N70775, era un Boeing 707 esploso nelle vicinanze di Centerville, nello Iowa, mentre era in viaggio dall'aeroporto di Chicago-O'Hare, Chicago, Illinois, a Kansas City, Missouri, il 22 maggio 1962. L'aereo si schiantò in un campo di trifogli vicino a Unionville, nella contea di Putnam, uccidendo tutti i 45 occupanti tra membri dell'equipaggio e passeggeri a bordo. L'inchiesta stabilì che la causa dell'incidente era un attentato suicida commesso per frode assicurativa.

## L'incidente
Thomas G. Doty, un passeggero, arrivò al cancello dopo la chiusura del gate. Sebbene la politica della compagnia aerea fosse che una volta chiuso il gate nessuno potesse più imbarcarsi, consentirono a Doty di salire a bordo.

Il volo 11 partì da Chicago-O'Hare alle 20:35. Il volo proseguì normalmente fino a poco prima del fiume Mississippi, quando deviò dal piano di volo verso nord per evitare una serie di temporali. Nelle vicinanze di Centerville, Iowa, l'immagine radar del velivolo scomparve dal raggio d'azione Flight Following Service a Waverly. Intorno alle 21:17 si verificò un'esplosione nel gabinetto posteriore destro, con conseguente separazione della sezione di coda dalla fusoliera. L'equipaggio di condotta avviò le procedure per eseguire una discesa d'emergenza e indossò le maschere antifumo a causa della fitta nebbia che si era formata in cabina subito dopo la decompressione. Dopo la separazione della coda, quel che era rimasto del velivolo si ribaltò violentemente con il muso, provocando il distacco dei motori, dopodiché cadde in una rotazione incontrollata. Alcuni testimoni a Cincinnati, a Unionville e nei dintorni dissero di aver sentito rumori forti e insoliti intorno alle 21:20, e altri due videro un grande lampo o una palla di fuoco nel cielo. Un bombardiere B-47 Stratojet in volo dalla base dell'aeronautica di Forbes a Topeka, nel Kansas, stava volando a un'altitudine di 26.500 piedi (8.100 m) nelle vicinanze di Kirksville, nel Missouri. Il comandante dell'aereo avvistò un lampo luminoso nel cielo davanti e in alto rispetto al suo aereo. Dopo aver fatto riferimento stimò che il lampo si fosse verificato alle 21:22 vicino al luogo in cui era stato visto l'ultimo segnale radar del volo 11. La maggior parte della fusoliera venne ritrovata vicino a Unionville, ma i motori e le parti della sezione di coda e dell'ala sinistra erano sparsi fino a sei miglia (9,7 km) di distanza dal relitto principale.

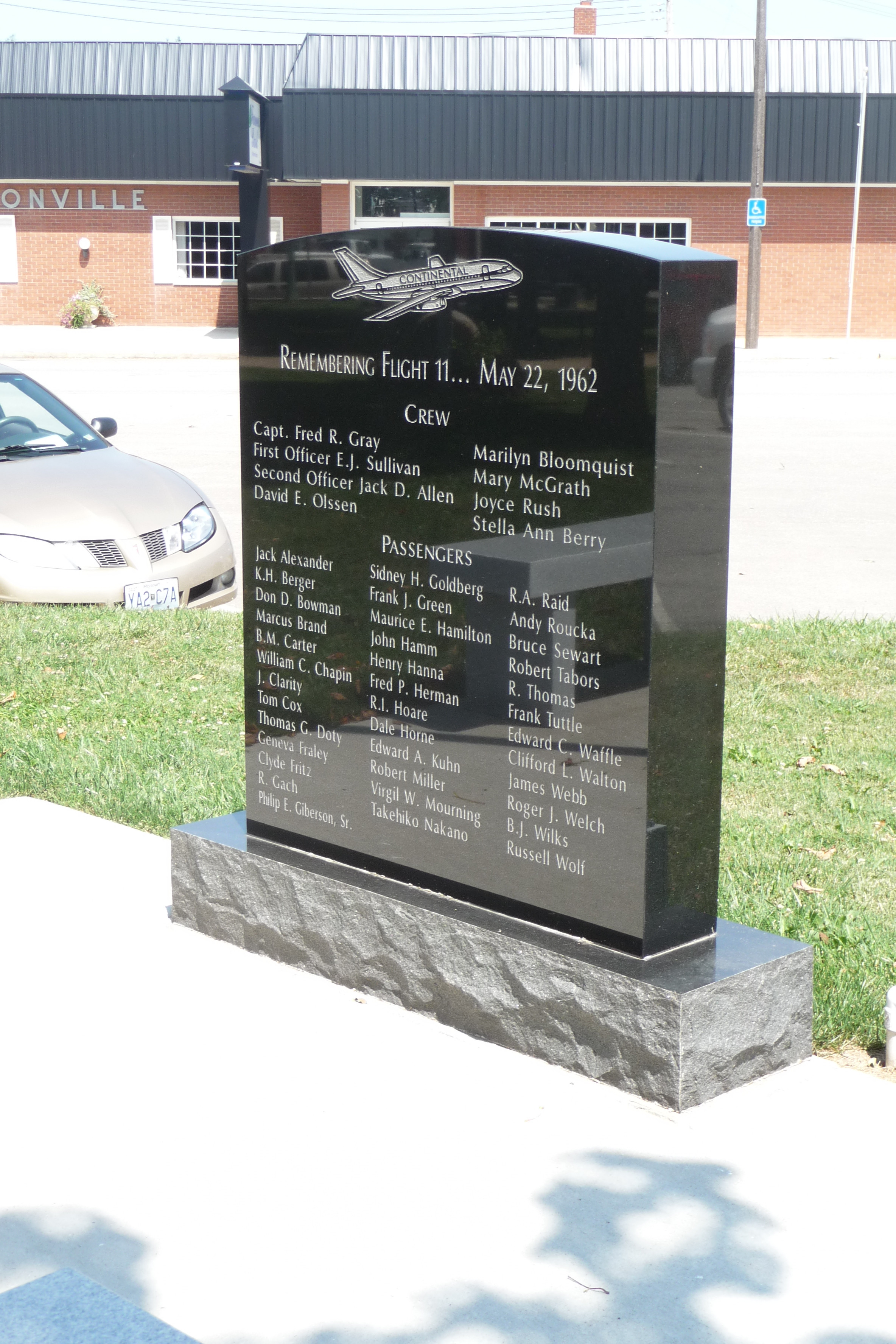
Memoriale del volo Continental Airlines 11 eretto a Unionville, Missouri.

Delle 45 persone a bordo, 44 erano già morte quando i soccorritori raggiunsero il luogo dell'incidente. Un passeggero, un uomo di 27 anni di Evanston, era vivo quando lo trovarono tra i rottami, ma morì per le lesioni interne al Saint Joseph Mercy Hospital di Centerville, un'ora e mezza dopo essere stato soccorso.

## L'indagine
Gli agenti dell'FBI scoprirono che Thomas Doty, un uomo sposato con una figlia di cinque anni, aveva acquistato una polizza assicurativa sulla vita dalla Mutual of Omaha per $ 150.000 (equivalente a circa $ 1 milione nel 2019), il massimo disponibile; la sua morte avrebbe portato anche altri $ 150.000 (1 milione di dollari nel 2019) in assicurazioni aggiuntive (alcune acquistate in aeroporto) e benefici in caso di morte. Doty era stato recentemente arrestato per rapina a mano armata e presto avrebbe dovuto affrontare un'udienza preliminare sulla questione. Gli investigatori stabilirono che Doty aveva acquistato sei candelotti di dinamite per 29 centesimi l'uno (1,91 dollari nel 2019) poco prima dell'incidente e sono stati in grado di dedurre che era stata collocata una bomba nel cestino degli asciugamani usati del gabinetto posteriore destro. Doty si diresse in bagno con la sua valigetta e si fece esplodere, uccidendo se stesso e condannando tutti a bordo. Il suo motivo era che sua moglie e sua figlia potessero riscuotere i $ 300.000 (2 milioni di dollari nel 2019) di assicurazione sulla vita. La sua vedova tentò di riscuotere la somma, ma, quando la morte di Doty fu dichiarata un suicidio, la polizza è stata annullata e la vedova ottenne solo un rimborso di tre dollari (20,26 dollari nel 2019). Non parlando mai pubblicamente dell'attentato, morì nel 2008 all'età di 81 anni.
Nel luglio 2010 è stato eretto un memoriale vicino al luogo dell'incidente a Unionville in occasione dell'anniversario dell'incidente.
Nel maggio 2012 è tenuta, sempre a Unionville, una cerimonia commemorativa speciale per il 50º anniversario dalla tragedia.

## Nella cultura popolare
- Il volo 11 è stato mostrato nel programma Aircrash Confidential.
- L'evento ispirò in parte il romanzo Airport di Arthur Hailey.[10]